# Герман Дамс
Герман Дамс (нім. Hermann Dahms; 31 серпня 1916, Штеттін — 11 червня 1944, Норвезьке море) — німецький офіцер-підводник, капітан-лейтенант крігсмаріне.

## Біографія
3 квітня 1936 року вступив на флот. З 1 вересня 1939 року служив спостерігачем морської авіації. З 15 серпня 1942 по 28 лютого 1943 року пройшов курс підводника, з 1 березня по 19 квітня — курс командира підводного човна, після чого був направлений на будівництво U-980. З 27 травня 1943 року — командир U-980. 3 червня 1944 року вийшов у свій перший і останній похід. 11 червня U-980 був потоплений у Норвезькому морі північніше Шетландських островів глибинними бомбами канадського літаючого човна «Каталіна». Всі 52 члени екіпажу загинули.

## Звання
- Кандидат в офіцери (3 квітня 1936)
- Морський кадет (10 вересня 1936)
- Фенріх-цур-зее (1 травня 1937)
- Оберфенріх-цур-зее (1 липня 1938)
- Лейтенант-цур-зее (1 жовтня 1938)
- Оберлейтенант-цур-зее (1 жовтня 1940)
- Капітан-лейтенант (1 липня 1943)

## Нагороди
- Залізний хрест
  - 2-го класу (18 квітня 1940)
  - 1-го класу (26 жовтня 1940)